# Malia
Malia (zastarale i Mallia) je minojské město a palác na severní Krétě. Palác v Malii je třetí největší minojský palác. Leží čtyřicet kilometrů východně od Heráklionu a asi tři kilometry od centra městečka Malia, mezi olivovými háji a severním pobřežím ostrova. Začátky osídlení spadají do raně minojského období. Palác byl postaven kolem roku 1900 př. n. l. ve středním minojském období.
Mezi palácem a mořem se rozkládá město s nízkou nekropolí s pozoruhodnými zlatými šperky. Severozápadně od paláce byla odkryta monumentální hrobová stavba – Chrýsolakos se dvěma stavebními fázemi.

## Historie
Palác zanikl a byl znovu postaven kolem roku 1700 př. n. l. Palác a město definitivně zanikly při náhlé katastrofě (asi výbuchu sopky na Santorine) kolem roku 1500 př. n. l.
V roce 1901 začal archeologické práce v této oblasti Angličan D. H. Hogarten. Systematické archeologické vykopávky započaly v roce 1915. Vykopávky vedené francouzskými archeology pokračují od roku 1921.

## Fotogalerie

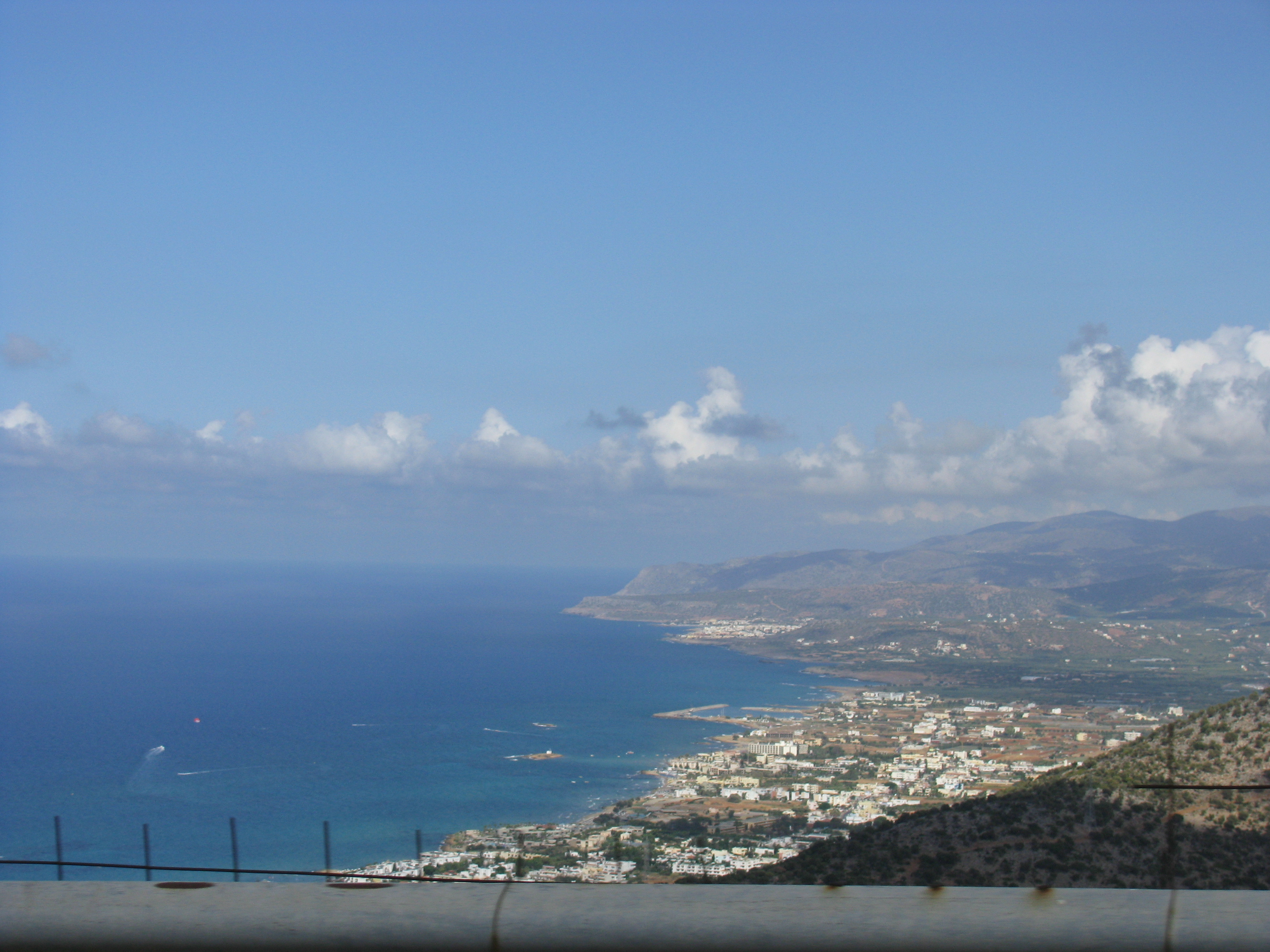
Malia
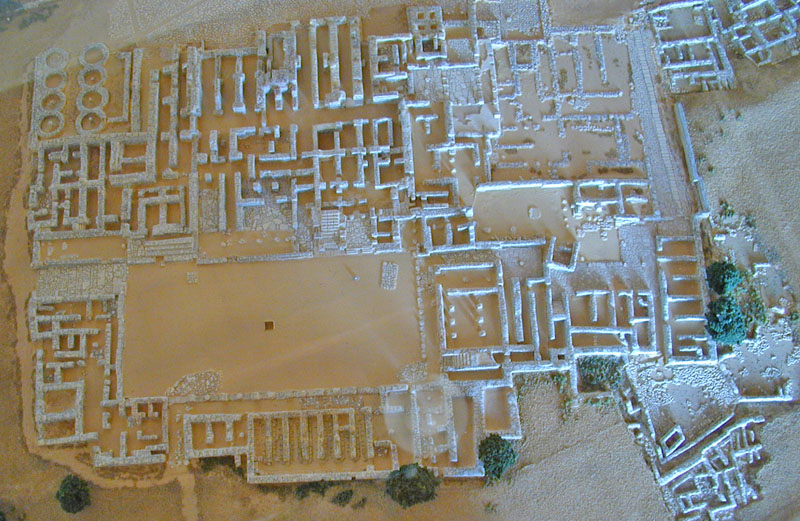
Maketa města
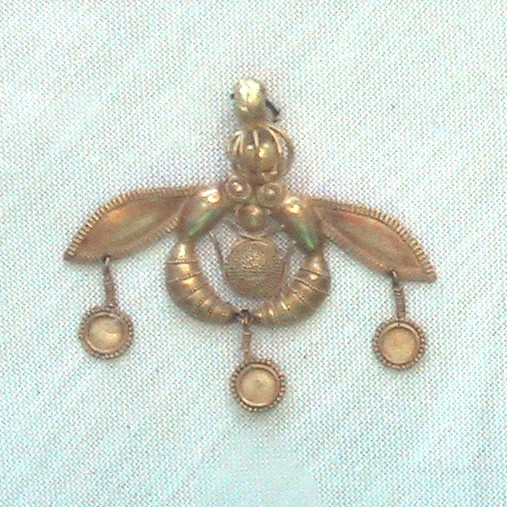
Včely z Mallie, dvě zlaté včely drží kapku medu